# باشگاه فوتبال زنان آوا تهران
باشگاه فوتبال آوا تهران، یک باشگاه فوتبال ایرانی است که در شهر تهران استقرار دارد. این تیم سابقه حضور در لیگ برتر فوتبال زنان ایران (لیگ کوثر) را در کارنامه خود دارد.

آوا در فصل ۰۲-۱۴۰۱ موفق شد به لیگ برتر راه یابد. اما در فصل بعد، دوباره به دسته پایین‌تر سقوط کرد. با این حال، پس از کش و قوس‌های فراوان (از جمله انصراف پیکان  و ستارگان سلیمی از لیگ برتر ) در پیش‌فصل ۰۴-۱۴۰۳ و با اعلام گلاره ناظمی، این تیم در لیگ برتر باقی ماند.
آوا در هفدهمین فصل لیگ برتر، تنها نماینده‌ی تهران در لیگ برتر بود. تیم آوا با میانگین سنی ۱۶ سال، جوان‌ترین تیم لیگ برتر ایران در فصل ۰۴-۱۴۰۳ بود.

## فصل‌ها و نتایج

### فصل۰۳-۱۴۰۲
جدول لیگ شانزدهم فوتبال زنان ایران ۰۳-۱۴۰۲

| رتبه | تیم                  | بازی | برد | مساوی | باخت | گل زده | گل خورده | گل تفاضل | امتیاز |
| ---- | -------------------- | ---- | --- | ----- | ---- | ------ | -------- | -------- | ------ |
| ۱    | خاتون بم             | ۱۸   | ۱۴  | ۴     | ۰    | ۶۹     | ۷        | ۶۲+      | ۴۶     |
| ۲    | ملوان بندرانزلی      | ۱۸   | ۱۴  | ۱     | ۳    | ۴۴     | ۲۰       | ۲۴+      | ۴۳     |
| ۳    | شهرداری سیرجان       | ۱۸   | ۱۱  | ۵     | ۲    | ۴۳     | ۱۰       | ۳۳+      | ۳۸     |
| ۴    | سپاهان اصفهان        | ۱۸   | ۹   | ۶     | ۳    | ۲۹     | ۱۱       | ۱۸+      | ۳۳     |
| ۵    | پالایش‌گاز ایلام      | ۱۸   | ۸   | ۵     | ۵    | ۲۳     | ۲۳       | ۰        | ۲۹     |
| ۶    | پیکان تهران          | ۱۸   | ۶   | ۳     | ۹    | ۱۵     | ۲۶       | ۱۱−      | ۲۱     |
| ۷    | نماینده البرز        | ۱۸   | ۴   | ۲     | ۱۲   | ۱۶     | ۴۱       | ۲۵−      | ۱۴     |
| ۸    | کانی کردستان         | ۱۸   | ۳   | ۳     | ۱۲   | ۱۴     | ۳۵       | ۲۱−      | ۱۲     |
| ۹    | آوا تهران            | ۱۸   | ۲   | ۳     | ۱۳   | ۱۳     | ۵۴       | ۴۱−      | ۹      |
| ۱۰   | فراایساتیس کران فارس | ۱۸   | ۲   | ۲     | ۱۴   | ۲۲     | ۶۱       | ۳۹−      | ۸      |

### فصل۰۴-۱۴۰۳
بازیکنان تیم آوا تحت هدایت شیوا کولیوند این دوره از مسابقات را آغاز کردند.

#### بازیکنان
| شماره |       | نقش            | بازیکن         |
| ----- | ----- | -------------- | -------------- |
|       | ایران | دروازه‌بان      | مهدیه محمدی    |
| ۱     | ایران | دروازه‌بان      | آتنا توفیق     |
|       | ایران | دروازه‌بان      | زهرا فتح‌الهی   |
| ۳     | ایران | مدافع(کاپیتان) | سپیده حسین‌خانی |
| ۲     | ایران | مدافع          | محیا شاکری     |
| ۲۱    | ایران | مدافع          | هانیه محمدی    |
| ۸     | ایران | مدافع(کاپیتان) | فاطمه سرورزاده |
|       | ایران | مدافع          | کیمیا عبدی     |
|       | ایران | مدافع          | مریم صیادی     |
| ۶     | ایران | هافبک          | هدیه هزارجریبی |
| ۷     | ایران | هافبک          | غزل اسماعیلی   |

| شماره |       | نقش   | بازیکن          |
| ----- | ----- | ----- | --------------- |
| ۹     | ایران | هافبک | مونا خلیلی      |
|       | ایران | هافبک | مینا نادری      |
| ۱۶    | ایران | هافبک | صبا شاکری       |
|       | ایران | هافبک | آیسان نظامی‌خواه |
| ۲۷    | ایران | هافبک | ریحانه حمامیان  |
| ۱۹    | ایران | هافبک | سپیده ولی       |
| ۱۴    | ایران | مهاجم | سایا محمدزاده   |
| ۱۷    | ایران | مهاجم | فاطمه لطف‌زاده   |
|       | ایران | مهاجم | شادان شاهمیری   |
| ۲۰    | ایران | مهاجم | سمانه قمری      |
| ۱۰    | ایران | مهاجم | فاطمه رضایی     |
| ۱۵    | ایران | مهاجم | زهرا خواجه‌زاده  |

#### نتایج
برد       مساوی       باخت       بازی‌ها
| جمعه ۲۷ مهر ۱۴۰۳ لیگ‌برتر-هفته ۱ | خاتون بم | v     | آوا تهران |  |
| ۱۵:۰۰ DST (UTC+۳:۳۰)            |          | گزارش |           |  |

| جمعه ۴ آبان ۱۴۰۳ لیگ‌برتر-هفته ۲ | آوا تهران   | ۷-۱   | ایستا کردستان        | تهران                              |
| ۱۵:۰۰ DST (UTC+۳:۳۰)            | فاطمه رضایی | گزارش | موری · مخدومی · شبان | ورزشگاه: کارگران داور: سلاله جوادی |

| جمعه ۱۱ آبان ۱۴۰۳ لیگ‌برتر-هفته ۳ | نماینده بوشهر | ۲-۱   | آوا تهران                | بوشهر                            |
| ۱۶:۳۰ DST (UTC+۳:۳۰)             | مریم اباذری   | گزارش | سمانه قمری · فاطمه رضایی | ورزشگاه: بهشتی داور: مائده جعفری |

| جمعه ۱۸ آبان ۱۴۰۳ لیگ‌برتر-هفته ۴ | آوا تهران | ۲-۰   | سپاهان اصفهان            | تهران                                       |
| ۱۴:۴۵ DST (UTC+۳:۳۰)             |           | گزارش | ۳۷' فروزنده · ۸۲' فرهمند | ورزشگاه: ورزشگاه کارگران داور: زهره اسکندری |

| جمعه ۲۵ آبان ۱۴۰۳ لیگ‌برتر-هفته ۵ | ملوان بندرانزلی       | ۰-۱   | آوا تهران | رشت                                           |
| ۱۴:۳۰ DST (UTC+۳:۳۰)             | نازنین‌زهرا منصور وارث | گزارش |           | ورزشگاه: ورزشگاه سردار جنگل داور: سلاله جوادی |

| پنجشنبه ۱ آذر ۱۴۰۳ لیگ برتر-هفته ۶ | آوا تهران | ۱-۰ | پالایش گاز ایلام | تهران                                    |
| ۱۴:۳۰ DST (UTC+۳:۳۰)               |           |     | فاطمه یوسفی      | ورزشگاه: ورزشگاه کارگران داور: سحر بی‌باک |

| آذر ۱۴۰۳ لیگ برتر-هفته ۷ | گل‌گهر سیرجان | v | آوا تهران | سیرجان |
| DST (UTC+۳:۳۰)           |              |   |           |        |

#### جدول فصل ۰۴-۱۴۰۳
| رتبه | تیم              | بازی | برد | مساوی | باخت | گل زده | گل خورده | گل تفاضل | امتیاز |
| ---- | ---------------- | ---- | --- | ----- | ---- | ------ | -------- | -------- | ------ |
| ۱    | خاتون بم         | ۱۸   | ۱۷  | ۱     | ۰    | ۶۹     | ۶        | ۶۳+      | ۵۲     |
| ۲    | سپاهان اصفهان    | ۱۸   | ۱۵  | ۱     | ۲    | ۳۲     | ۵        | ۲۷+      | ۴۶     |
| ۳    | گل‌گهر سیرجان     | ۱۸   | ۱۰  | ۵     | ۳    | ۴۱     | ۱۳       | ۲۸+      | ۳۵     |
| ۴    | ایستا کردستان    | ۱۸   | ۹   | ۵     | ۴    | ۴۵     | ۲۳       | ۲۲+      | ۳۲     |
| ۵    | ملوان بندرانزلی  | ۱۸   | ۷   | ۲     | ۹    | ۱۹     | ۲۶       | ۷−       | ۲۳     |
| ۶    | طلایی‌طاران البرز | ۱۸   | ۷   | ۲     | ۹    | ۲۲     | ۳۰       | ۸−       | ۲۳     |
| ۷    | تام اصفهان       | ۱۸   | ۶   | ۴     | ۸    | ۲۱     | ۳۳       | ۱۲−      | ۲۲     |
| ۸    | پالایش‌گاز ایلام  | ۱۸   | ۳   | ۵     | ۱۰   | ۱۳     | ۳۰       | ۱۷−      | ۱۴     |
| ۹    | آوا تهران        | ۱۸   | ۳   | ۱     | ۱۴   | ۱۱     | ۳۹       | ۲۸−      | ۱۰     |
| ۱۰   | ستارگان تنگستان  | ۱۸   | ۰   | ۰     | ۱۸   | ۳      | ۷۱       | ۶۸−      | ۰      |

##### گلزنان در فصل ۰۴-۱۴۰۳
۳ گل  در ۲ مسابقه به ثمر رسیده است که به‌طور میانگین برابر است با ۱٫۵ گل به ازای هر مسابقه (تا تاریخ ۸ آبان ۱۴۰۳).
۲ گل
- فاطمه رضایی

۱ گل
- سمانه قمری